# Ногейра (Брага)
Ногейра (порт. Nogueira) — район (фрегезия) в Португалии, входит в округ Брага. Является составной частью муниципалитета Брага. Находится в составе крупной городской агломерации Большое Минью. По старому административному делению входил в провинцию Минью. Входит в экономико-статистический субрегион Каваду, который входит в Северный регион. Население составляет 4815 человек на 2001 год. Занимает площадь 3,82 км².